# Macrobrachium australiense
Macrobrachium australiense är en kräftdjursart som beskrevs av Lipke Bijdeley Holthuis 1950. Macrobrachium australiense ingår i släktet Macrobrachium och familjen Palaemonidae.

## Underarter
Arten delas in i följande underarter:
- M. a. australiense
- M. a. crassum
- M. a. cristatum
- M. a. eupharum